# Božena Komárková
Božena Komárková (* 28. Januar 1903 in Tišnov; † 27. Januar 1997 in Brünn) war eine tschechische Philosophin, Theologin und Unterzeichnerin der  Charta 77.

## Leben
Komárková kam während ihres Studiums der Geschichte und  Philosophie in Brünn mit der Christlichen Studentenbewegung in Berührung. 
Nach dem Münchner Abkommen trat sie dem gewaltlosen Widerstand bei, wurde 1940 verhaftet und wegen Hochverrats zu zwölf Jahren Zuchthaus verurteilt.
Nach 1945 engagierte sie sich für eine Aussöhnung zwischen Tschechen und Deutschen und kritisierte die gewaltsame Vertreibung der Sudetendeutschen.
Aus ideologischen Gründen lehnte sie einen wissenschaftlichen Dienst innerhalb des sowjetischen Machtsystems ab und trat 1951 aufgrund ihrer Invalidität infolge ihres langen Gefängnisaufenthalts in Frührente ein.
In ihren Schriften beschäftigt sich Komárková mit der Begründung der allgemeinen Menschenrechte und der Bedeutung des Christentums für sittlichen Mut.
Komárkovás wissenschaftliche Arbeit blieb sowohl in der Tschechoslowakei als auch im Ausland bis zur Samtenen Revolution außerhalb von Kirchenkreisen unbekannt, da sie auch vom kommunistischen Regime wegen ihres kirchlichen Engagements verfolgt und damit isoliert wurde.